# Nureci
Nureci (sardinsky: Nurèci) je italská obec (comune) v provincii Oristano v regionu Sardinie. Nachází se ve výšce 335 metrů nad mořem a má 314 obyvatel. Rozloha obce je 12,87 km².